# Moritz Balthasar Borkhausen
Moritz Balthasar Borkhausen (Gießen, 1760. december 3. – Darmstadt, 1806. november 30.) német természettudós és erdész. Botanikai szakmunkákban nevének rövidítése: „Borkh.”.
Részt vett Johann Conrad Susemihl Teutsche Ornithologie oder Naturgeschichte aller Vögel Teutschlands in naturgetreuen Abbildungen und Beschreibungen című művének elkészítésében.

## Életpályája
Hermann Johann von Borkhausen francia kapitány fia volt. Egy Giessen melletti csatában megsebesült, ezért ott maradt. Mivel az apa néhány hónappal a gyermek születése előtt meghalt, Borkhausen édesanyjának, Justine Eleonorának, a giesseni Balthasar Schiefer kőfaragó lányának kellett egyedül eltartania önmagát és a gyermekét. Gießenben iskolába és egyetemre járt. Tanulmányai befejezése után 1781-ben a gladenbachi Krebs családnál, majd 1786-ben a Höpfner családnál kapott nevelői állást. Ugyanakkor Borkhausen jogi munkát is vállalt. Szabadidejében a tudományos tanulmányoknak és gyűjteményeinek bővítésének szentelte magát. Természettudományi eredményei miatt az Erlangeni Egyetem filozófiai kara 1793. február 20-án doktori címet adományozott neki, bár Borkhausen nem kérte. I. Lajos hesseni nagyherceg 1793. április 20-i rendeletével kinevezte a darmstadti Landesökonomie-Deputation assessorjává. Főfeladata Hessen természetrajzának megírása volt. Majd 1796-ban a darmstadti erdészeti hivatalban kezdett el dolgozni. 1800-ban Kamarai tanácsos (Kammerrat) címet szerzett, majd 1804-ben az Oberforsthaus Collegium tanácsosaként tevékenykedett.
Botanikusként az Alliaceae és az Asclepiadaceae rendszertani szerzője, valamint számos növénynemzetség és faj körülírója volt.
Borkhausen herbáriuma Darmstadt 1944-es bombázása óta eltűnt.
Borkhausen 1798. október 20. óta házastársa volt Amalie Philippine Andreatta Fabriciussal (1778–1866). Özvegye három évvel halála után férjhez ment Johannes Hess könyvtároshoz és botanikushoz (1786–1837). 

## Munkái
- Naturgeschichte der europäischen Schmetterlinge (Az európai lepkék természetrajza) (1788-94).
- Versuch einer Erklärung der zoologischen Terminologie (A zoológiai terminológia magyarázata) (1790).
- Versuch einer forstbotanischen Beschreibung der in Hessen-Darmstädter Landen im Freien wachsenden Holzarten (A Hessen-Darmstadtban növő fás növények leírása) (1790).
- Tentamen dispositionis plantarum Germaniae seminiferarum secundum new fact methodum A staminum situ proportione, (1792).
- Batsch, August Johann Georg Karl (1793-1794). Synopsis vniversalis analytica genervm plantarvm fere omnivm hvcvsque cognitorum qvam secvndvm methodvm sexvalem corollinam, et carpologicam adivnctis ordinibvs naturalibvs adhibitis vltra Linnaeana monitis et adavctionibvs meritissimorvm Avbletii, Lovreirii, Forskolii, Thvnbergii, Forsteri, Vahlii, Gaertneri, Hedwigii, Schreberi, Ivssievii, Swarzii, et aliorum. 2 kötet (latinul). Ienae: *Theoretisch-praktisches Handbuch der Forstbotanik und Forsttechnologie (Az erdőtechnológia kézikönyve) (1800-1803).
- Deutsche Ornithologie oder Naturgeschichte aller Vögel Deutschlands (A német madarak természetrajza) (1810).

## Fordítás
- Ez a szócikk részben vagy egészben  a   Moritz Balthasar Borkhausen című német Wikipédia-szócikk fordításán alapul.  Az eredeti cikk szerkesztőit annak laptörténete sorolja fel. Ez a jelzés csupán a megfogalmazás eredetét és a szerzői jogokat jelzi, nem szolgál a cikkben szereplő információk forrásmegjelöléseként.

## Bibliográfia
- Robert Zander; Fritz Encke, Günther Buchheim, Siegmund Seybold (Hrsg.): Handwörterbuch der Pflanzennamen. 13.Auflage. Ulmer Verlag, Stuttgart 1984, ISBN 3-8001-5042-5.